# Pagellida
Patella és un gènere de gastròpodes de la subclasse Patellogastropoda. Les espècies de Patella han perdut l'espiral típica dels gastròpodes i la seva conquilla es arrodonida i subpiramidal, en forma de barret; no té orifici apical ni estrat de nacre. Viuen aferrades a les roques de la costa, sovint on trenquen les onades.

## Noms comuns
Tenen molts noms populars, segons la zona, per exemple: pagellides, petxelines, barretets, pitjallides, patellides.

## Taxonomia
Dels centenars d'espècies descrites sota el nom de Patella, WoRMS en reconeix 24, 9 d'elles extintes:
- Patella aspera Röding, 1798
- Patella caerulea Linnaeus, 1758
- Patella candei d'Orbigny, 1840
- Patella depressa Pennant, 1777
- Patella ferruginea Gmelin, 1791
- Patella gomesii Drouët, 1858
- Patella lugubris Gmelin, 1791
- Patella ordinaria Mabille, 1888
- Patella pellucida Linnaeus, 1758
- Patella rustica Linnaeus, 1758
- Patella skelettensis Massier, 2009
- Patella swakopmundensis Massier, 2009
- Patella tenuis Gmelin, 1791
- Patella ulyssiponensis Gmelin, 1791
- Patella vulgata Linnaeus, 1758
- Patella alessiae Forli et al., 2004 †
- Patella alternicostata Sandberger, 1859 †
- Patella ambroggii Lecointre, 1952 †
- Patella estotiensis Lozouet, 1999 †
- Patella hebertiana (d'Orbigny, 1850) †
- Patella mahamensis Martín-González, 2018 †
- Patella maxoratensis Martín-González & Vera-Peláez, 2018 †
- Patella protea Doderlein, 1862 †
- Patella tintina Martín-González & Vera-Peláez, 2018 †